# 蔡中燮
蔡中燮（?—?），湖北省安陸府京山縣人，清朝政治人物、同進士出身。
光緒二十年（1894年），参加光緒甲午科殿試，登進士三甲34名。同年五月，以主事分部学习。